# Prepona naranjensis
Prepona naranjensis är en fjärilsart som beskrevs av Le Moult 1931. Prepona naranjensis ingår i släktet Prepona och familjen praktfjärilar. Inga underarter finns listade i Catalogue of Life.